# Зябликова Аїда Петрівна
Аїда Петрівна Зяблікова (нар. 16 березня 1940, Ворошиловград, Українська РСР, СРСР) — радянський режисер-мультиплікатор . Заслужений працівник культури Російської Федерації (2014).

## Життєпис
Навчалася в Художньому училищі в Ярославлі 1958 — 1963 роках. Викладала живопис у Художній школі (1963–1967) у ВДІКу, на курсі художників-мультиплікаторів (1967–1973).
Працювала на студії «Союзмультфільм» (1971–1974), а потім на студії «Мульттелефільм» та творчому об'єднанні «Екран». Співпрацювала з художниками: Геннадієм Смоляновим, Ганною Потрясаєвою, Ольгою Тітовою та іншими.
Екранізувала казки Тетяни Олександрової «Домовичок Кузя» (чотири фільми, 1984—1987) за сценарієм Марини Вишневецької та Валентина Берестова.
Також працювала на студії «Крістмас Філмз» (1993–2002), а потім на ФГУП «Союзмультфільм». Брала участь у проектах «Шекспір в анімації», «Біблія в анімації», на замовлення телебачення Великої Британії.
З 2003 року викладає у ВДІКу. Знімалася у документальному телефільмі «Ляльки у світі людей».

## Фільмографія

### Режисер
- «Мумі-троль та комета» (Фільм перший) (1978)
- «Мумі-троль та інші» (1978)
- "Акаїро "(1980)
- «Жив-був Сашкін 1» (1981)
- «Жив-був Сашкін 3» (1982)
- "Слідство ведуть колобки. Фільм 1. (1983)
- "Слідство ведуть колобки. Викрадення століття "(1983)
- «Три ведмеді» (1984)
- «Домівник Кузя. Будинок для Кузьки» (1984)
- «Не треба поспішати» (1985)
- «Домівник Кузя. Пригоди домовинка» (1985)
- «Домівник Кузя. Казка для Наташі» (1986)
- «КОАПП. Таємниця зеленого острова» (1986)
- «Домівник Кузя. Повернення домовинка» (1987)
- «Розкажіть казку, доктор 1» (1988)
- «Розкажіть казку, доктор 2» (1988)
- «Розкажіть казку, доктор 3» (1988)
- «Кишеньковий злодій» (1990)
- «У країні Бобберов 1. Гомункулос» (1991)
- «У країні Бобберів 2. Обід з паном Гризлі» (1993)
- «Приборкання норовливої», цикл «Шекспір: Великі комедії та трагедії» (1993)
- «Йосиф» (1996)
- «Кентерберійські оповідання» (2000)
- «Світ Хемі та Гофа» (2002)
- «Кролик з капустяного городу» (2006)
- Меню (2007)

### Художниця-мультиплікатор
- «Позолочені лоби» (1971)
- «Край землі» (1971)
- «Митя та Мікробус» (1973)
- «Чарівник Смарагдового міста» (1974)
- «Вовк і семеро козенят на новий лад» (1975)
- «Лямзі-тирі-бонді, злий чарівник» (1976)
- Незнайка в Сонячному місті (1976—1977)
- «Восьминіжки» (1976)
- «Малинівка та ведмідь» (1983)

### Документальне кіно
Аїда Зяблікова знімалася у документальному серіалі:
- 2007 «Фабрика чудес»[2]

## Нагороди
- 1990 — «Кишеньковий злодій»:
  - Приз МКФ у Пост-Мантрі, 1991,
  - Приз I МФАФ «Крок», 1991;
- 1996 — «Йосиф» — Приз «Срібний Пульчінелло» за режисуру на МКФ в Амальфі, 1997;
- 2000 — «Кентерберійські оповідання»:
  - Приз Британської академії BAFTA за 1-ю серію
  - Номінація на премію «Оскар», 1998,
  - Перший приз за найкращий а/ф для телебачення на МКФ у Лос-Анджелесі, 2000.[3]
- 2007 — «Кролик з капустяного городу»:
  - Лауреатка XI Всеросійського фестивалю візуальних мистецтв в «Орлятці»[4]
  - Найкращий професійний фільм для сімейного перегляду на Міжнародному фестивалі дитячого анімаційного кіно «Золота рибка»[5]
  - Диплом «За розкриття теми сім'ї» — ІІ Міжнародний кінофестиваль сімейних та дитячих фільмів «Вірне серце»[6]
- 2008 — «Меню» — Приз «Фортуна» на ОРФАК Суздаль-2008[7]
- 2012 — Подяка Міністерства культури Російської Федерації — за великий внесок у російську анімацію, багаторічну плідну роботу та у зв'язку зі 100-річчям мультиплікаційного кіно[8]
- 2014 — Заслужений працівник культури Російської Федерації (14 серпня 2014 року) — за великі заслуги у розвитку вітчизняної культури та мистецтва, телерадіомовлення, друку, зв'язку та багаторічну плідну діяльність[9]